# 골뱅이@실명제
"골뱅이@실명제"(Golbangee@Realname System)는 한국에서 제작된 석도원 감독의 2001년 영화이다. 박화영 등이 주연으로 출연하였다.

## 출연

### 주연
- 박화영
- 이건주

### 조연
- 정소녀
- 윤양하
- 허기호
- 윤세웅
- 신혜정
- 이미진
- 박다안
- 김윤정
- 김소희
- 전수민
- 이건식
- 이승현
- 이승현

## 기타
- 조명: 양진석
- 미술: 김정미
- 의상: 신혜란